# Fußball-Landesklasse Sachsen-Anhalt 1949/50
Die Fußball-Landesklasse Sachsen-Anhalt 1949/50 war die zweite Austragung der Fußball-Landesklasse Sachsen-Anhalt. Nach der Einführung der DDR-Oberliga war die Landesklasse ab dieser Spielzeit nur noch zweitklassig. Die Landesklasse wurde erneut in zwei Staffeln im Rundenturnierausgetragen, beide Staffeln wurden auf 12 Mannschaften aufgestockt, die beiden Staffelsieger spielten in einem Finale den sachsen-anhaltischen Fußballmeister aus. Die BSG Eisenhüttenwerk Thale konnte sich in diesem Finale gegen die ZSG Hydrierwerke Zeitz durchsetzen und qualifizierte sich dadurch für die Aufstiegsrunde zur Fußball-Oberliga 1950/51, bei der sich Thale durch den dritten Platz den Aufstieg in die oberste Liga sicherte. Zeitz und die Vizemeister beider Staffeln, ZSG Burg und BSG Schuhmetro Weißenfels, qualifizierten sich für die zur kommenden Spielzeit neu eingeführte, zweitklassige DDR-Liga. Durch diese Einführung war die Landesklasse Sachsen-Anhalt ab kommender Saison nur noch drittklassig.
Da für die Spielzeit 1950/51 eine Reduzierung der Landesklasse auf eine Staffel vorgesehen war, mussten insgesamt acht Mannschaften in die Bezirksklassen absteigen. Nach der Einführung des Systems der Betriebssportgemeinschaften (BSG) hatten mehrere Sportgemeinschaften einen neuen Namen angenommen.

## Staffel Nord
| Pl. | Verein                           | Sp. | Tore  | Quote | Punkte |
| --- | -------------------------------- | --- | ----- | ----- | ------ |
| 01. | BSG Eisenhüttenwerk Thale (N)    | 22  | 94:30 | 3,13  | 37:70  |
| 02. | ZSG Burg a                       | 22  | 57:26 | 2,19  | 34:10  |
| 03. | SG Eintracht Sudenburg b (N)     | 22  | 83:34 | 2,44  | 29:15  |
| 04. | SG Hötensleben                   | 22  | 49:42 | 1,17  | 25:19  |
| 05. | ZSG Geschwister Scholl Salzwedel | 22  | 53:50 | 1,06  | 25:19  |
| 06. | BSG Grün-Rot Magdeburg c         | 22  | 41:40 | 1,03  | 25:19  |
| 07. | BSG Genossenschaft Schönebeck d  | 22  | 44:39 | 1,13  | 23:21  |
| 08. | SG Aschersleben (N)              | 22  | 35:43 | 0,81  | 21:23  |
| 09. | BSG Börde Magdeburg e (N)        | 22  | 31:58 | 0,53  | 15:29  |
| 10. | BSG Industrie Halberstadt f      | 22  | 42:68 | 0,62  | 12:32  |
| 11. | BSG Vorwärts Oschersleben g      | 22  | 38:77 | 0,49  | 10:34  |
| 12. | SG Hadmersleben                  | 22  | 26:86 | 0,30  | 08:36  |

| (N) | Aufsteiger aus den Bezirksklassen |

## Staffel Süd
| Pl. | Verein                           | Sp. | Tore  | Quote | Punkte |
| --- | -------------------------------- | --- | ----- | ----- | ------ |
| 01. | ZSG Hydrierwerke Zeitz g (N)     | 22  | 65:29 | 2,24  | 34:10  |
| 02. | BSG Schuhmetro Weißenfels h      | 22  | 47:30 | 1,57  | 31:13  |
| 03. | SG Eintracht Bernburg            | 22  | 51:31 | 1,65  | 30:14  |
| 04. | BSG KWU Köthen i                 | 22  | 46:36 | 1,28  | 26:18  |
| 05. | BSG Genossenschaft Halle (N)     | 22  | 47:39 | 1,21  | 23:21  |
| 06. | BSG Fortschritt Eilenburg (N)    | 22  | 37:40 | 0,93  | 23:21  |
| 07. | BSG Hermann Fahlke Sandersdorf j | 22  | 39:36 | 1,08  | 22:22  |
| 08. | ZSG Kombinat Ost Bitterfeld (N)  | 22  | 44:50 | 0,88  | 17:27  |
| 09. | BSG Kaliwerk Solvayhall k        | 22  | 29:52 | 0,58  | 17:27  |
| 10. | SG Freiimfelde Halle             | 22  | 40:47 | 0,85  | 15:29  |
| 11. | SG Reichsbahn Halle (N)          | 22  | 21:47 | 0,45  | 13:31  |
| 12. | BSG Stahl Walzwerk Allstedt l    | 22  | 38:67 | 0,57  | 13:31  |

| (N) | Aufsteiger aus den Bezirksklassen |

## Finale
| Datum         |                                                 | Ergebnis |                                             | Ort           |
| ------------- | ----------------------------------------------- | -------- | ------------------------------------------- | ------------- |
| 7. April 1950 | BSG Eisenhüttenwerk Thale (Sieger Staffel Nord) | 3:1      | BSG Hydrierwerke Zeitz (Sieger Staffel Süd) | Halle (Saale) |

Mit dem Sieg qualifizierte sich Thale für die Aufstiegsrunde zur DDR-Fußball-Oberliga 1950/51, Zeitz stieg in die neu gegründete zweitklassige DDR-Liga auf.